# Uomini (Ornella Vanoni)
Uomini è il ventiquattresimo album in studio della cantante italiana Ornella Vanoni, pubblicato nel 1983.

## Il disco
Questo concept album, che in copertina ritrae una splendida Ornella vestita da marinaio, ruota intorno alla tematica del maschio.
Ornella, oltre a continuare a scrivere i testi si avvale della collaborazione di Lucio Dalla, Toquinho e Gerry Mulligan agli strumenti e di Giorgio Conte con il risultato di un album di altissima qualità, che, nonostante le polemiche del testo Il marinaio, di Maurizio Piccoli, ritenuto scabroso, ha dei buoni risultati di vendita, raggiungendo l'ottavo posto in classifica.
Il disco esce anche in una elegante edizione numerata curata dall'editore Franco Maria Ricci.
Il cofanetto contiene il vinile in busta nera a righe opaca, con l'etichetta nera anch'essa avente la grafica distintiva dell'editore, ed un libro del formato del 33 giri con all'interno i crediti ed i testi delle canzoni.
Ad ogni canzone è abbinato un uomo rappresentativo della Storia, un suo frammento epistolare e la relativa fotografia: I grandi cacciatori: Ernest Hemingway; Il marinaio: Gustav Flaubert; La discesa e poi il mare: Eduardo De Filippo; L'amore e la spina: Hermann Hesse; Rabbia libertà fantasia: Pietro Mascagni; Questa notte c'è: Peter Altenberg;  La donna cannibale: Dino Buzzati; Lupo: Oscar Wilde; Ho capito che ti amo: Scott Fitzgerald; Uomini: Giuseppe Garibaldi.
Registrato agli Umbi Studios di Modena
da Maurizio Maggi
La prima edizione del supporto in cd è del 1986 e non ha il codice a barre sul retro copertina.

## Tracce
1. I grandi cacciatori - 5:04 - ( Nini Giacomelli -Sergio Bardotti-Serge Gainsbourg - A.Chamfort)
2. Il marinaio - 3:30 - (Ornella Vanoni-Maurizio Piccoli)
3. La discesa e poi il mare - 4:29 - (Giorgio Conte)
4. L'amore e la spina con Toquinho - 2:04 - (Ornella Vanoni - Sergio Bardotti- Toquinho - Luis Bacalov - Vinícius de Moraes)
5. Rabbia libertà fantasia - 4:39 - (Ornella Vanoni - Sergio Bardotti - Toto Cutugno)
6. Questa notte c'è - 5:06 - (Ornella Vanoni-Sergio Bardotti - Maurizio Piccoli)
7. La donna cannibale - 3:25 - (Ornella Vanoni - Sergio Bardotti -Celso Valli)
8. Lupo - 4:09 - (Ornella Vanoni - Maurizio Piccoli)
9. Ho capito che ti amo - 2:01 - (Luigi Tenco)
10. Uomini - 4:25 - (Gianni Belleno - Vladimiro Tosetto - Ornella Vanoni - Sergio Bardotti - Sergio Endrigo)

## Formazione
- Ornella Vanoni – voce
- Mauro Gherardi – batteria
- Paolo Gianolio – chitarra
- Fio Zanotti – tastiera, cori
- Davide Romani, Bruno Crovetto – basso
- Bruno Bergonzi – batteria elettronica
- Moreno Ferrara – chitarra, cori
- Antonella Pepe, Mario Balducci, Angela Parisi, Gabriele Balducci, Gianni Belleno, Vladimiro Tosetto, Arturo Zitelli, Silvio Pozzoli – cori